# Doe Maar Normaal
Doe Maar Normaal was een televisieprogramma van BNN, waarvan de eerste aflevering werd uitgezonden op 8 juni 2007. Het programma is gebaseerd op het succesvolle BBC-programma Never Mind the Buzzcocks en heeft een tint van het satirische programma Dit was het nieuws.

## Teamvorming
Het programma werd aanvankelijk gepresenteerd door Sander Lantinga, maar sinds februari 2011 nam Ruben Nicolai deze taak voor zijn rekening.
De vaste panelleden waren in het eerste seizoen Arie Koomen, Ricky Koole, Pepijn Lanen en Dennis van der Geest. In het tweede en derde seizoen waren dit Arie Koomen, Ruben van der Meer, Birgit Schuurman en Pepijn Lanen. Elk panel werd wekelijks bijgestaan door een BN'er.
Tijdens het vierde seizoen, dat in februari 2011 van start ging, waren er nog maar twee vaste panelleden: de voormalige presentator Sander Lantinga en Ruben van der Meer, elk bijgestaan door twee BN'ers. In het vijfde seizoen (vanaf februari 2012) werd teruggekeerd naar twee vaste panelleden en een BN'er in elk team: Dennis Weening en Martijn Koning in team 1, Ruben van der Meer en Jennifer Hoffman in team 2.

## Over het programma
In het programma werden er verschillende rondes gespeeld, waaronder "Mama appelsap" waarbij men Nederlandstalige teksten moet ontdekken in anderstalige nummers.

## Gasten

### Seizoen 1 (2007)
| Aflevering | Gast team 1             | Gast team 2      | Datum uitzending |
| --- | ----------------------- | ---------------- | ---------------- |
| 1 | Giel Beelen             | Nance            | 8 juni 2007      |
| 2 | Peter Beense            | Spike van Zoest  | 15 juni 2007     |
| 3 | Eric Corton             | Jamai Loman      | 22 juni 2007     |
| 4 | Nina                    | Edsilia Rombley  | 29 juni 2007     |
| 5 | Dj Chuckie              | Henk Westbroek   | 6 juli 2007      |
| 6 | Thomas van Luyn         | Dennis           | 13 juli 2007     |
| 7 | Miljuschka Witzenhausen | Ad Visser        | 20 juli 2007     |
| 8 | Pete Philly             | Georgina Verbaan | 27 juli 2007     |
| Presentator: Sander Lantinga Vaste panelleden: Arie Koomen, Ricky Koole (team 1), Pepijn Lanen en Dennis van der Geest (team 2) |                         |                  |                  |

### Seizoen 2 (2008)
| Aflevering | Gast team 1       | Gast team 2      | Datum uitzending |
| --- | ----------------- | ---------------- | ---------------- |
| 1 | Jan Keizer        | Alain Clark      | 28 maart 2008    |
| 2 | Thomas Berge      | Cees Geel        | 4 april 2008     |
| 3 | Syb van der Ploeg | Willie Wartaal   | 11 april 2008    |
| 4 | Willy             | Henkjan Smits    | 18 april 2008    |
| 5 | Viggo Waas        | Patty Brard      | 25 april 2008    |
| 6 | Rob Bolland       | Arie Boomsma     | 2 mei 2008       |
| 7 | MC Ruben          | John Williams    | 9 mei 2008       |
| 8 | Dennis Weening    | Renate Verbaan   | 16 mei 2008      |
| 9 | Guus Meeuwis      | Jacques d'Ancona | 23 mei 2008      |
| 10 | Katja Schuurman   | Do               | 30 mei 2008      |
| Presentator: Sander Lantinga Vaste panelleden: Arie Koomen, Birgit Schuurman (team 1), Pepijn Lanen en Ruben van der Meer (team 2) |                   |                  |                  |

### Seizoen 3 (2009)
| Aflevering | Gast team 1        | Gast team 2                      | Datum uitzending |
| --- | ------------------ | -------------------------------- | ---------------- |
| 1 | Nick Schilder      | Simon Keizer                     | 17 april 2009    |
| 2 | Jordy van Loon     | John Ewbank                      | 24 april 2009    |
| 3 | George Baker       | Wouter Hamel                     | 1 mei 2009       |
| 4 | Gordon             | René Froger, Jeroen van der Boom | 8 mei 2009       |
| 5 | Derek Ogilvie      | Miss Montreal                    | 15 mei 2009      |
| 6 | Ali B              | Jim Bakkum                       | 22 mei 2009      |
| 7 | Angela Groothuizen | Dio                              | 29 mei 2009      |
| 8 | Wolter Kroes       | Lucky Fonz III                   | 5 juni 2009      |
| 9 | Valerio Zeno       | Saar Koningsberger               | 12 juni 2009     |
| Kerst | Xander de Buisonjé | Guus Meeuwis                     | 24 december 2009 |
| Presentator: Sander Lantinga Vaste panelleden: Arie Koomen, Birgit Schuurman (team 1), Pepijn Lanen en Ruben van der Meer (team 2) |                    |                                  |                  |

### Seizoen 4 (2011)
| Aflevering                                                                                           | Gasten team 1                         | Gasten team 2                         | Datum uitzending |
| --- | ------------------------------------- | ------------------------------------- | ---------------- |
| 1 | Willie Wartaal, Roxeanne Hazes        | Dré Hazes, Patty Brard                | 20 februari 2011 |
| 2 | Erik van der Hoff, Nicolette Kluijver | Dean Saunders, Yes-R                  | 27 februari 2011 |
| 3 | Tygo Gernandt, Tess Milne             | Thomas Berge, Jeroen Kijk in de Vegte | 6 maart 2011     |
| 4 | Dennis Weening, Sylvia Geersen        | Jody Bernal, Ellen ten Damme          | 13 maart 2011    |
| 5 | Vieze Fur, Barry Atsma                | Jeroen Nieuwenhuize, Tatjana Šimić    | 20 maart 2011    |
| 6 | Elle Bandita, Kelly Pfaff             | Barbie (Oh Oh Cherso), Kluun          | 27 maart 2011    |
| 7 | Lange Frans, Cas Hieltjes             | Daniëlle van Aalderen, Eddy Zoëy      | 3 april 2011     |
| 8 | Jamai Loman, Tim Knol                 | Britt Dekker, Willy                   | 10 april 2011    |
| Kerst                                                                                                | Dries Roelvink, Melody Klaver         | Don Diablo, Giel Beelen               | 26 december 2011 |
| Presentator: Ruben Nicolai Vaste panelleden: Sander Lantinga (team 1) en Ruben van der Meer (team 2) |                                       |                                       |                  |

### Seizoen 5 (2012)
| Aflevering | Gast team 1           | Gast team 2       | Datum uitzending |
| --- | --------------------- | ----------------- | ---------------- |
| 1 | Kim-Lian van der Meij | Gers Pardoel      | 8 februari 2012  |
| 2 | Ryan Marciano         | Sunnery James     | 22 februari 2012 |
| 3 | Tess Milne            | Dio               | 29 februari 2012 |
| 4 | Spike van Zoest       | Rámon Verkoeijen  | 7 maart 2012     |
| 5 | Gerard Ekdom          | Kleine Viezerik   | 21 maart 2012    |
| 6 | Nikkie Plessen        | Wesley van Gaalen | 11 april 2012    |
| 7 | Matthijs Kleyn        | Kim Feenstra      | 2 mei 2012       |
| 8 | Ancilla Tilia         | Sef               | 9 mei 2012       |
| Presentator: Ruben Nicolai Vaste panelleden: Dennis Weening, Martijn Koning (team 1), Ruben van der Meer en Jennifer Hoffman (team 2) |                       |                   |                  |